# Ервін Генчель
Ервін Генчель (нім. Erwin Hentschel; 29 жовтня 1917, Міттвайда — 20 березня 1944, Дністер) — німецький військовик, оберфельдфебель люфтваффе. Кавалер Лицарського хреста Залізного хреста.

## Біографія
30 листопада 1938 року вступив в зенітний полк. В червні 1939 року перейшов в 2-гу ескадрилью 51-ї бомбардувальної ескадри, де пройшов курс радиста і хвостового стрільця. Потім був переведений в училище Ju 87 в Ґраці, після чого був призначений в запасну бомбардувальну ескадрилью 8-го авіакорпусу і 2-ї ескадри пікіруючих бомбардувальників. 21 травня 1944 року взяв участь у своєму першому бойовому вильоті. З вересня 1941 року — радист і бортовий стрілець Ганса-Ульріха Руделя.
20 березня 1944 року Рудель посадив свій літак в тилу радянських військ, щоб врятувати екіпаж збитого літака, проте не зміг знову злетіти через надто м'який ґрунт. Щоб повернутися на територію, підконтрольну німецьким військам, всі четверо німців спробували переплисти Дністер. Генчель потонув в річці.
Всього за час бойових дій взяв участь у 1490 бойових вильотах і збив 7 радянських літаків. Генчель здійснив найбільше бойових вильотів серед радистів і бортових стрільців люфтваффе, а також зайняв друге місце після Руделя за кількістю вильотів серед всіх службовців люфтваффе.

## Нагороди
- Знак Гітлер'югенду
- Нагрудний знак бортрадиста і бортстрільця
- Залізний хрест 2-го і 1-го класу
- Почесний Кубок Люфтваффе (16 березня 1942)
- Німецький хрест в золоті (9 січня 1943)
- Лицарський хрест Залізного хреста (25 листопада 1943) — за участь 1300 бойових вильотах; одночасно Ганс-Ульріх Рудель був нагороджений мечами до Лицарського хреста.
- Нагрудний знак «За поранення» в чорному
- Авіаційна планка бомбардувальника в золоті з підвіскою «1400»